# Séverin Cécile Abega
Pour les articles homonymes, voir Abega.
Séverin Cécile Abega, né le 22 novembre 1955 à Sa'a et mort le 24 mars 2008 à Yaoundé est un écrivain et anthropologue camerounais.

## Biographie
Sévérin Cécile Abega est un écrivain camerounais et Anthropologue. Il est considéré comme l'un des pères de la littérature camerounaise. Auteur de grands classiques tels  que Les Bimanes dans lequel il tente, tout en restant objectif, de constater les changements, bons ou mauvais, que connait la société camerounaise. C'est avec un sens de l'humour pointu et une parfaite maîtrise de la langue, qu'il dénonce principalement la corruption.
Séverin Cécile Abega enseignera jusqu'à sa mort à l'Institut catholique d'Afrique à Yaoundé.

## Œuvres
- Les Bimanes (1982)

C'est un livre de sept courtes histoires. Toutes racontent l'humanité et les conditions sociales prévalant alors dans la société camerounaise. Plein d'humour, Séverin Cécile Abega essaye de montrer la société à la fois sous ses aspects officiels et non. Sa maîtrise de la langue et son grand sens de l'humour ont fait de ce livre un classique de la littérature camerounaise.
Extrait du livre :
"-Vous pensez que vous pas besoin aussi de quelqu'un ? Sé vous à hôpital, vous ne soignez que ton frère, votre ami, vous ne pas soigner les autres. Quand zé souis véni, vous avez dit que zé doit mourir, parce que moi zé ne souis pas ton frère, parce que zé n’a pas mouillé la barbe de vous. Vous êtes ici, z’être aussi dans mon bureau. Moi zé refisé aussi de vous vendre les soyas, parce que vous n’a pas mouillé ma barbe. Vous refusez me soigner, moi refisé vous vendre. Allez dirre! - Vous commandez là-bas, moi aussi zé commandé ici. Allez m’ackiser.
'-Vous croyez que vous n’avez pas besoin de quelqu’un d’autre ? C’est vous que j’ai rencontré à l’hôpital. Vous refusez de soigner les gens, en dehors de vos parents et amis. Lorsque j’étais à l’hôpital dernièrement, vous avez refusé de me soigner parce que je ne suis pas votre parent, parce que je ne vous ai pas corrompu. Ici, vous êtes aussi à mon bureau. Parce que vous ne m’avez pas corrompu, je ne vous vends pas le soya. Vous avez refusé de me soigner ; je refuse aussi de vous vendre le soya. Allez au ciel ! Vous êtes patron à l’hôpital, moi aussi, je suis patron ici. Allez vous faire foutre !"
Le personnage qui parle ici, nommé Garba, est un vendeur de viande rôtie communément appelée au Cameroun "soya". Dans le texte, il refuse de vendre du soya à une infirmière qui quelques jours auparavant avait refusé de lui faire des soins à l'hôpital alors qu'il souffrait d'une blessure. Ce passage souligne le système de corruption présent au Cameroun, par lequel une infirmière refuse de soigner un patient parce qu'il n'a pas assez d'argent pour payer ou qu'il n'est pas un de ses parents.
- Le Bourreau (2004)

Un homme raconte l'histoire de son ami qui sera exécuté par un professionnel recevant des ordres de personnages puissants. Kyrielle, une jeune fille, essaye de le rencontrer pour plaider pour la vie de son petit ami, mais tombe amoureuse de son "bourreau". Ce livre, plein d'humour, réussit à raconter la désensibilisation de la société face à l'horreur.
- Entre Terre et Ciel
- Contes du Sud du Cameroun : Beme et le fétiche de son père (2002)
- Société civile et réduction de la pauvreté
- Les choses de la foret. Les masques des princes Tikar de Nditam
- Le sein t'es pris
- Pygmees Baka
- La latrine (1987)
- Les violences sexuelles et l'État au Cameroun (2007)
- Jankina et autres contes pygmées (2003)